# I Am Greta - Una forza della natura
I Am Greta - Una forza della natura (I Am Greta) è un documentario biografico diretto da Nathan Grossman che segue l'attivista svedese Greta Thunberg nella sua crociata internazionale per convincere la gente ad ascoltare gli scienziati sui problemi ambientali del mondo.

## Promozione
I Am Greta è stato presentato in anteprima mondiale alla 77ª Mostra internazionale d'arte cinematografica di Venezia il 3 settembre 2020. È stato proiettato anche al Toronto International Film Festival l'11 settembre 2020.

## Distribuzione
Il film doveva originariamente uscire al cinema nei giorni tra il 2 e il 4 novembre 2020, ma a causa dell'emergenza del COVID-19 venne infine distribuito in streaming a partire dal 14 novembre. Dal 3 gennaio 2021 il film è disponibile sulla piattaforma Prime Video.

## Riconoscimenti
Guldbagge - 2020
Miglior documentario